# Dobiegniew (plaats)
Dobiegniew (Duits: Woldenberg) is een stad in het Poolse woiwodschap Lubusz, gelegen in de powiat Strzelecko-drezdenecki. De oppervlakte bedraagt 5,69 km², het inwonertal 3189 (2005).

## Verkeer en vervoer
- Station Dobiegniew